# Vesperus jertensis
Vesperus jertensis är en skalbaggsart som beskrevs av Bercedo och Bahillo 1999. Vesperus jertensis ingår i släktet Vesperus och familjen långhorningar. Inga underarter finns listade i Catalogue of Life.